# Vía Campana
40°52′26″N 14°07′22″E / 40.8739361, 14.1226598
La Vía Campana (en italiano Via Antica Consolare campana) fue una de las calzadas principales del Imperio romano. Empieza en el Anfiteatro Flavio en Pozzuoli y atraviesa varios cráteres antiguos, pasando por la ciudad de Qualiano, y termina en la antigua Capua en el cruce con la Vía Apia. En el siglo XIX se creó la Nueva vía Campana, que posee un camino similar pero termina en el cruce con la diramación de la Vía Apia en la ciudad de Giugliano. 
Situado a cuatro kilómetros de Pozzuoli, cruza los cráteres del Quarto Flegreo que dan su nombre a la ciudad cercana de Quarto y cruzan la Montagna Spaccata. Los romanos  literalmente hicieron un corte a través de la pared del cráter para permitir que el camino pudiera cruzar al lado opuesto del mismo (donde el camino sube a lo largo de las laderas). El pasaje Montagna Spaccata está actualmente preservado y se utiliza como carretera principal dentro y fuera de la ciudad. Los ladrillos puestos por los romanos para evitar el colapso de la pared del cráter todavía se pueden ver en excelente estado de conservación a lo largo del camino. También se pueden apreciar a lo largo de la ruta varias catacumbas romanas y necrópolis.